# Caddella croeseri
Caddella croeseri − gatunek kosarza z podrzędu Eupnoi i rodziny Caddidae.

## Występowanie
Gatunek jest endemiczny dla Republiki Południowej Afryki. Wykazany z prowincji przylądkowej.